# Kerk van Dalen
De Kerk van Dalen is een rechtgesloten  zaalkerk in de Drentse plaats Dalen. De huidige kerk is in 1824  herbouwd, nadat de vorige kerk in 1813 zwaar beschadigd was.De toren bij de kerk is toen gespaard gebleven en dateert uit de 15e eeuw. Kerk en toren zijn beide aangewezen als rijksmonument. 